# Marten Kastermans
Marten Willem Jozef Kastermans (* 30. Juni 1925 in Groningen; † 15. August 2014) war ein niederländischer Fußballfunktionär.

## Leben
Nach seinem Schulabschluss war Kastermans in einem landwirtschaftlichen Büro tätig, das sich mit der Veredelung von Getreide beschäftigte. Nach dem Zweiten Weltkrieg, während dessen er sich durch Flucht vor einem Arbeitseinsatz für die deutschen Besatzer entzog, engagierte er sich in der Arbeitersportbewegung und dem Nederlandse Culturele Sportbond.
1958 wurde Kastermans gebeten, Velocitas 1897 zurück in den Profifußball zu führen. In den 1960er Jahren engagierte er sich zudem im Verwaltungsrat des Lokalkonkurrenten GVAV, aus dem später der FC Groningen entstand. Parallel machte er Karriere beim Agrarunternehmen AAgrunol, dessen Direktor er wurde. Zudem engagierte er sich sowohl in der Kommunalpolitik als auch verschiedenen Sportverbänden.
Als Vertreter der Velocitas war Kastermans zunächst Präsident des Nordbezirks beim KNVB, gefolgt von einer Position im Vorstand des Nationalverbands, bei dem er die Zuständigkeit für den Amateurfußball übernahm. Im Jahr 1990 übernahm er den Vorsitz des niederländischen Sportbundes Nederlandse Sport Federatie. In Kooperation mit Mickey Huibregtsen wurde unter seiner Leitung 1993 die Fusion mit dem nationalen Olympischen Komitee (NOC) zum NOC*NSF vollzogen.
Nach einem 1998 erlittenen Herzinfarkt gab er in der Folge schrittweise seine Ämter ab und erhielt diverse Auszeichnungen.